# C7H10N2O
化学式C7H10N2O（摩尔质量：138.17 g/mol）可以指：
- 2,4-二氨基苯甲醚，CAS号：615-05-4
- 2-丙氧基嘧啶，CAS号：3739-79-5

|  | 这个同类索引页列出了具有相同分子式的化学物（即同分異構體）条目。 除非您是有意链接至本页，否则应将相应条目的内部链接指向正确的条目。 |